# The Summer Set
The Summer Set é uma banda de pop rock formada em Scottsdale, Arizona em 2007.

## História
Após alguns anos tocando músicas juntos, Jess Bowen e os irmãos John e Stephen Gomez estabeleceram-se no outono de 2007 para formarem a banda The Summer Set com seu recém-descoberto vocalista Brian Dales. Jess, John e Stephen tocaram em uma banda anterior chamada Last Call For Camden com Kennedy Brock (The Maine) e o guitarrista Weston Michl. LCFC lançou seu primeiro CD intitulado Keep Your Feet On the Ground antes do rompimento. The Summer Set lançou o primeiro EP, Love The Love You Have, em novembro de 2007.
A banda assinou com a gravadora The Militia Group em abril de 2008  A banda então começou a gravar seu EP de estreia intitulado ...In Color que foi lançado no iTunes em 24 de junho e foi revistado em vários sites de música. Eles gravaram uma versão em pop punk da música de Usher "Love in This Club". Lançaram a música para download em suas página do Buzznet. A banda lançou seu terceiro EP Meet Me on the Left Coast em dezembro de 2008, com duas novas faixas. Também incluiu "Love in This Clube" como uma faixa bônus do iTunes.
O álbum de estreia da banda, Love Like This, foi lançado em 13 de outubro de 2009. A banda apareceu no CD Punk Goes Classic Rock lançado pela Fearless Records, cantando "I Wanna Rock N Roll All Nite" do Kiss. Eles relançarem seu álbum de estreia Love Like This, intitulado Love Like Swift, em 6 de julho de 2010 cantando algumas músicas covers de Taylor Swift. A banda tocou durante a Warped Tour 2010 no Glamour Kills Stage. Eles também tocaram na Dirty Work Tour com outras bandas como All Time Low, Yellowcard e Hey Monday.
Em 5 de abril de 2011, em um episódio de Dancing with the Stars, a atriz Chelsea Kane e seu parceiro Mark Ballas dançaram um Cha-Cha-Cha com a música "Chelsea", do The Summer Set. No pacote "por detrás das cenas", Kane revelou que a canção foi escrita para ela por Brian Dales, a quem ela tinha tido um relacionamento.

### Everything's Fine
Everything's Fine é o segundo álbum de estúdio do The Summer Set, lançado em 19 de julho de 2011, pela gravadora Razor & Tie.
Para o álbum, o grupo passou algum tempo compondo juntamente com Paul Doucette de Matchbox 20 e Daly Mike de Whiskeytown em Nashville, e gravando com o produtor veterano John Fields, cujo trabalho se estende desde os gostos de Her Mar Superstar de Paul Westerberd até Andrew WK:
| “ | Ele nos empurrou duro, e fez muito por nós. Tivemos algumas demos inicias que soavam como o nosso último disco, mas quando foram feitas, tudo parecia tão novo e diferente. | ” |

Everything's Fine apresenta uma história mais sutil do The Summer Set. Até mesmo o rosto triste na capa do álbum é um indício de que há várias novas faces para o grupo.
| “ | O título é um pouco sarcástico. Nosso primeiro disco foi uma emoção só. Everthing's Fine é yin e yang. Nós tivemos alguns altos e baixos recentemente, alguns rompimentos, alguns ensaios gerais e tribulações. Este é um álbum que diz que nós somos jovens, mas crescendo e experimentando coisas novas. Então, de certa forma, é otimista, também. | ” |

Em 6 de maio, a banda lançou uma multidão proveniente do vídeo lírico de "Someone Like You". O vídeo apresentado foi gravado ao vivo e tirado por fãs da banda durante a turnê Dirty Work com All Time Low.
Em 6 de junho, The Summer Set lançou uma enquete através de sua página no MySpace, pedindo aos fãs para escolherem a próxima música que seria o próximo single do álbum. Canções como "Thick as Thieves", "Back To Start" e "When We Were Young" foram as mais cogitadas e a canção com mais votos foi revelada uma semaa após a votação.

## Turnês
Em 2009, a banda abriu a Alternative Press's AP Tour, juntamente com bandas como The Cab, Never Shout Never, Hey Monday e Every Avenue. Depois da AP Tour, a banda saiu na estrada com Cartel. Em 2010, a banda passou a tocar em vários festivais, incluindo The Bamboozle e The Vans Warped Tour.  A banda também participou da OurZone Magazine Tour, que tinha sete datas no Reino Unido durante maio de 2011. Eles também fizeram parte do Dirty Work Tour com All Time Low, Yellowcard e Hey Monday. A turnê começou em março de 2011 e funcionou até maio do mesmo ano, cobrindo a maior parte dos Estados Unidos.

## Membros
- Brian Dales – vocal
- Jess Bowen – bateria
- John Gomez – guitarra, piano, back vocal
- Stephen Gomez – baixo
- Josh Montgomery – guitarra

## Discografia
- Love The Love You Have (EP) (lançado em 30 de novembro de 2007)
- ...In Color (EP) (The Militia Group, 24 de junho de 2008)
- Meet Me on the Left Coast (EP) (The Militia Group, 12 de dezembro de 2008)
- Love Like This (Razor & Tie, 13 de outubro de 2009)
- Love Like Swift (Razor & Tie, 6 de julho de 2010)
- Everything's Fine (Razor & Tie, 19 de julho de 2011)
- What Money Can't Buy (EP) (lançado em 28 de novembro de 2011)